# František Černý (lední hokejista)
František Černý (* 28. července 1959 Plzeň) je bývalý český hokejista.
S výjimkou vojenské služby v Dukle Trenčín strávil celou svoji kariéru v naší nejvyšší soutěži v dresu plzeňské Škodovky, kde byl nejlepším útočníkem 80. let. Nejčastěji nastupoval v prvním plzeňském útoku v řadě s Josefem Táflíkem a Zdeňkem Patou. Během 13 sezón nastoupil dohromady k 520 utkáním, v nichž dal 212 branek. Reprezentoval celkem 52x, a v dresu se státním znakem dal 13 branek. Dvakrát (1983, 1987) se zúčastnil Mistrovství světa. V roce 1977 reprezentoval na ME do 18 let, v letech 1977, 1978 a 1979 na Mistrovství světa do 20 let. Závěr své kariéry strávil v zahraničí, v současnosti trénuje v klubu HC Lasselsberger Plzeň, v sezóně 2006/07 je asistentem Jiřího Kučery u A mužstva Plzně.

## Klubové statistiky
| Sezona  | Klub              | Základní část | Základní část | Základní část | Základní část | Základní část |
| Sezona  | Klub              | Z             | G             | A             | B             |               |
| ------- | ----------------- | ------------- | ------------- | ------------- | ------------- | ------------- |
| 1977–78 | Škoda Plzeň       | 44            | 7             | 7             | 14            |               |
| 1978–79 | Dukla Trenčín     | 44            | 11            | 8             | 19            |               |
| 1979–80 | Dukla Trenčín     | 38            | 12            | 13            | 25            |               |
| 1980–81 | Škoda Plzeň       | 44            | 17            | 24            | 41            |               |
| 1981–82 | Škoda Plzeň       | 42            | 25            | 16            | 41            |               |
| 1982–83 | Škoda Plzeň       | 43            | 34            | 20            | 54            |               |
| 1983    | Mistrovství světa | 6             | 0             | 0             | 0             |               |
| 1983–84 | Škoda Plzeň       | 39            | 9             | 14            | 23            |               |
| 1984–85 | Škoda Plzeň       | 44            | 17            | 19            | 36            |               |
| 1985–86 | Škoda Plzeň       | 36            | 16            | 12            | 28            |               |
| 1986–87 | Škoda Plzeň       | 46            | 29            | 20            | 49            |               |
| 1987    | Mistrovství světa | 10            | 0             | 1             | 1             |               |
| 1987–88 | Škoda Plzeň       | 43            | 11            | 22            | 33            |               |
| 1988–89 | Škoda Plzeň       | 44            | 23            | 26            | 49            |               |
| 1989–90 | Stuttgart (SRN)   | 31            | 31            | 31            | 62            |               |
| 1990–91 | Kokkola (Finsko)  | 34            | 59            | 35            | 94            |               |
| 1991–92 | Kokkola (Finsko)  | 38            | 34            | 25            | 59            |               |